# Conan de vrijbuiter
Conan de vrijbuiter (Engels: Conan the Freebooter) is een fantasy-verhalenbundel uit 1968 van de Amerikaanse schrijvers Robert E. Howard en Lyon Sprague de Camp.

## Samenvatting
Conan is het derde boek over Conan de Barbaar en bevat een nieuwe, korte inleiding en zes verhalen over Conans zwerftochten. De verhalen werden geschreven door Robert E. Howard, L. Sprague de Camp en Lin Carter. 

### Het ding in de graftombe
(Engels: The Thing in the Crypt, door L. Sprague de Camp en Lin Carter)
In het eerste boek van de Nederlandstalige Conan-reeks (Conan), is per ongeluk het allereerste Conan-verhaal niet opgenomen; daarom is "Het ding in de graftombe'" in dit derde deel als eerste verhaal toegevoegd.
In dit eerste verhaal van Conan wordt kort zijn leven tot nu toe beschreven: zijn allereerste avontuur toen hij met een barbaarse horde de Aquilonische voorpost Venarium had verwoest, de valstrik van de Hyperborianen waardoor de horde als slaven naar Hyperborië werd gevoerd en uiteindelijk zijn ontsnapping. Hiermee begint het verhaal; op de hielen gezeten door een groep wolven vlucht de jonge barbaar zuidwaarts. Hij brengt zich in veiligheid door in rotsopening te springen. In de grot maakt hij een vuur om de beesten op afstand te houden en ontdekt dat hij in de oeroude graftombe van een krijgerhoofdman is beland. Hij eigent zich het ijzeren slagzwaard van de dode toe, maar dan komt het verdroogde lijk opeens tot leven. Na een hevig tweegevecht lukt het Conan om de mummie in het vuur te werpen.

### Haviken boven Shem
(Hawks Over Shem, door Robert E. Howard en L. Sprague de Camp)
Vanaf hier worden de avonturen uit het tweede boek vervolgd: na zijn avonturen in Kush (De muil in het duister) is Conan via Stygië naar de vlakten van Shem getrokken. Hier nam hij dienst in het leger van koning Sumuabi, dat door verraad van ene Othbaal verpletterend werd verslagen. Alleen Conan overleefde het bloedbad en hij ging achter Othbaal aan. Diens spoor leidde naar de stad Asgalun, waar "Haviken boven Shem" begint.
In Asgalon ontmoet Conan tijdens een overval de Hyrkaniër Farouz. Samen weten ze vier moordenaars uit te schakelen en de twee besluiten samen te werken. Farouz weet Conan in het huis van Othbaal te krijgen, waar Conan de verrader doodt, maar zijn vrouw Rufia weet te vluchten. Rufia valt in handen van de gestoorde heerser Akhîrom en om haar leven te redden overtuigt ze de gek dat hij een god is. Dit leidt uiteindelijk tot een algehele opstand en waarbij blijkt dat Farouz in werkelijkheid generaal Mazdak is. Deze komt als overwinnaar uit de strijd, maar Conan en de door hem geredde Rufia hebben dat niet afgewacht en zijn samen uit Asgalon vertrokken.

### De zwarte Kolos
(Black Colossus, door Robert E. Howard)
Meesterdief Shevatas heeft in de ruïnes van Kutchemes de grafkamer van de duizenden jaren geleden gestorven tovenaar Thugra Khotan ontdekt, maar hij kan niet lang van de rijkdommen genieten. Ondertussen krijgt Conan in Khoraya van prinses Yasmela het bevel over het leger om de troepen van de profeet Natohk tegen te houden. Ondanks toverkunsten van de profeet weet Conan de bloederige slag te winnen, maar het lukt Natohk wel nog om de prinses te ontvoeren. Conan gaat achter hem aan en Natohk blijkt de herrezen tovenaar te zijn. Conan werpt zijn zwaard naar de tovenaar, die wordt doorboord.

### Schaduwen in het maanlicht
(Shadows in the Moonlight, door Robert E. Howard)
Conan redt de vluchtende Olivia van de wrede Shah Amurath. Samen varen ze in zijn bootje weg en belanden op een eilandje in de Vilayet binnenzee. Hier vinden ze een lang groen gebouw, waarin zwarte ijzeren standbeelden staan. Voordat ze het eiland verder kunnen onderzoeken meert er een piratenschip aan. Conan en de kapitein van het schip raken in gevecht, waarbij Conan de piraat doodt. Een andere piraat velt de barbaar met een schot uit zijn slinger en Conan wordt gevangengenomen. In de nacht sluipt Olivia naar hem toe en maakt zijn boeien los. Op de vlucht worden ze overvallen door een grauwe mensaap, maar Conan kan hem naar een hevig gevecht doden. Opeens komen de beelden tot leven en ze beginnen de piraten te verscheuren. De overlevenden accepteren Conan als hun kapitein en ze zeilen weg.

### Het pad der adelaars
(The Road of the Eagles, door Robert E. Howard en L. Sprague de Camp)
Conans piratenschip heeft net een heftig gevecht met een Turaniaanse oorlogsgalei achter de rug en vaart naar de oever voor reparaties. Ondertussen voert de Hyrkaniaanse bende van Kurush Khan een strooptocht uit in de dorpen van de Yuetshi. Maar een dorpsbewoner weet de leider te doden, waarop de bende verschrikkelijk wraak neemt: alle gebouwen worden in brand gestoken, alle volwassenen neergehakt, meisjes in stukken gescheurd en kleine kinderen levend verbrand. De hoofden stapelen ze op tot een gruwelijke piramide. Een vrouw weet te vluchten: de Zamoriaanse Roxana, die naar de Turiaanse generaal Artaban vlucht. Rond dezelfde tijd is een Yuetshi op Conans troepen gestoten en hij weet een manier om de Turaniërs te verslaan. Artaban is van plan met Roxana's hulp een Turiaanse prins uit een kasteel te bevrijden en de Yuetshi weet een plaats waar Conans troepen de Turianen in de val kan laten lopen als ze het kasteel weer verlaten. Conan weet de generaal te doden en na gevechten met Turaniërs en bovennatuurlijke Brylukas ontdekt hij dat zijn piraten zonder hem zijn vertrokken. Hij gaat te voet op weg naar het westen.

### ... zal u een heks geboren worden ...
(A Witch Shall Be Born, door Robert E. Howard)
Taramis, de koningin van Khauran, krijgt bezoek van haar tweelingzus Salome, die een uur na haar geboorte gestorven zou zijn. Maar ze leeft en is uitgegroeid tot een machtige heks. Met hulp van de bandietenleider Constantius neemt Salome de identiteit van Taramis aan, die in de kerkers wordt gegooid. Conan, kapitein van de paleiswacht, doorziet Salome en wordt gevangengenomen. Constantius brengt hem ver van de stad en laat Conan kruisigen. Hij wordt gered door Zuagir-roverhoofdman Olgerd en wordt de rechterhand van de bandiet. Zeven maanden later is zijn macht dusdanig gegroeid dat Conan de macht overneemt. Hij trekt op tegen Khauran en weet met een list het leger van Constantius buiten de poorten te lokken en te verslaan. De stad wordt veroverd, Salome gedood en Taramis weer op de troon gezet. Conan laat Constantius op zijn beurt kruisigen, waarna hij met zijn Zuagirs wegrijdt.

## Trivia
- Het eerste verhaal Het ding in de graftombe werd met maar weinig veranderingen gebruikt in de eerste film Conan the Barbarian.
- Het personage van koningin Taramis uit ... zal u een heks geboren worden ... komt ook voor in de film Conan the Destroyer.